# Cernier
Cernier är en ort i kommunen Val-de-Ruz i kantonen Neuchâtel i Schweiz. Den är kommunens huvudort och ligger cirka 8 kilometer norr om Neuchâtel. Cernier är sammanvuxet med orten Fontainemelon i väster och orten Chézard-Saint-Martin i öster. Orten har 2 645 invånare (2023).
Orten var före den 1 januari 2013 en egen kommun, men slogs då samman med kommunerna Boudevilliers, Chézard-Saint-Martin, Coffrane, Dombresson, Engollon, Fenin-Vilars-Saules, Fontainemelon, Fontaines, Les Geneveys-sur-Coffrane, Les Hauts-Geneveys, Le Pâquier, Montmollin, Savagnier och Villiers till den nya kommunen Val-de-Ruz.